# Get Through This
Get Through This è il primo singolo degli Art of Dying estratto dal loro album omonimo. La canzone è stata anche usata nel film Transformers 3.

## Tracce
1. Get Through This – 2:32

## Formazione
- Greg Bradley – chitarra solista
- Flavio Cirillo – batteria
- Jonny Hetherington – voce
- Matt Rhode – basso, voce secondaria
- Chris Witoski – chitarra ritmica